# Adrian Young
Adrian Samuel Young ''Adrian Young'' né le 26 août 1969 à Long Beach, Californie aux États-Unis, est un musicien américain.
Il fait partie du groupe américain No Doubt dont il est le batteur.

## Biographie

### Enfance
Il est né le 26 août 1969 à Long Beach, Californie, aux États-Unis. Il a grandi avec quatre frères Damian, Jeff, Alex et Aaron.

### Vie privée
Il a épousé Nina en 2000 avec laquelle il a deux enfants, un fils Mason en 2002 et une fille Magnolia Renée née le 10 juin 2011.
Avant de joindre le groupe No Doubt, il travaillait dans une boucherie industrielle.